# I Believe in Father Christmas (Annie Barbazza)
I Believe in Father Christmas è l'unico singolo della cantante e polistrumentista italiana Annie Barbazza, pubblicato dalla Unifaun Productions Ephemerals (catalogo UPE008) il 13 dicembre del 2022.
Il titolo coincide col 47º anniversario dell'omonimo brano, scritto da Greg Lake con Peter Sinfield e, originariamente, cantato dallo stesso Lake.

## Tracce
1. I Believe in Father Christmas – 4:50 (testo: Peter Sinfield – musica: Greg Lake; edizioni musicali Manticore Music)

## Musicisti
- Annie Barbazza – voce, chitarra acustica
- Max Marchini – basso, produzione
- Jemaur Tayle – ghironda
- Giovanni Davoli – tin e low whistle, uilleann pipes